# Simone Kessell
Simone Kessell, née le 19 août 1975, est une actrice néo-zélandaise.

## Biographie
Elle a joué dans de plusieurs séries télévisées néo-zélandaises et australiennes puis américaines, à partir de 2005, avec notamment des rôles récurrents dans Underbelly et Terra Nova. Elle est également apparue dans quelques films dont Stickmen (2001) et Informers (2008). Elle est mariée avec le réalisateur australien Gregor Jordan et a deux fils, Jack, né en 2005, et Beau, né en 2013.

## Filmographie

### Cinéma
- 2001 : Stickmen : Karen
- 2003 : Liquid Bridge (en) : Jeanne
- 2008 : Frost/Nixon : L'Heure de vérité : l'hôtesse d'enregistrement à l'aéroport
- 2008 : Informers : Nina Metro
- 2011 : Burning Man : le professeur d'Oscar
- 2013 : The Lovers : Clara Coldstream
- 2015 : San Andreas : Kim Swann
- 2017 : 2:22 de Paul Currie : Serena
- 2017 : Angels of Chaos (1%) de Stephen McCallum : Hayley
- 2022 : Muru : Maria
- 2024 : Hard Home : Mary

### Télévision
- 1994 : Hercule et les Amazones (téléfilm) : Jana
- 1995-1999 : Hercule (4 épisodes) : Rena / Havisha / Kayla
- 1996 : McLeod's Daughters (téléfilm) : Jodi
- 1997 : Xena, la guerrière (saison 2, épisode 11) : Miss Messini
- 1998 : Hartley, cœurs à vif (saison 5, épisodes 23 et 24) : Aurora
- 1998 : Adrénaline (série télévisée, 13 épisodes) : Dr. Stella O'Shaughness
- 1999 : Brigade des mers (saison 4, épisode 4) : Eleni Spartels
- 1999 : Stingers (saison 2, épisode 12) : Despina Polo
- 1999 : BeastMaster, le dernier des survivants (saison 1, épisode 5) : Hyppolyte
- 2000 : Farscape (saison 2, épisode 8) : Finzzi
- 2001 : Le Monde perdu (saison 2, épisode 12) : Danielle
- 2005 : Les Experts : Miami (saison 4, épisode 1) : Agent Maxwell
- 2007 : Esprits criminels (saison 2, épisode 18) : Sarah Danlin
- 2009 : Underbelly (série télévisée, 7 épisodes) : Isabelle Wilson
- 2009 : Le Diable et moi (saison 2, épisode 9) : Sally
- 2009 : Fringe (saison 2, épisode 1) : l'infirmière
- 2011 : Terra Nova (série télévisée, 12 épisodes) : Lieutenant Alicia Washington
- 2014 : Fat Tony & Co. (série télévisée, 6 épisodes) : Tamara Chippindall
- 2014-2015 : Wonderland (série télévisée, 12 épisodes) : Sasha Clarke
- 2016 : Of Kings and Prophets (série télévisée, rôle récurrent) : Anohim
- 2018 : The Crossing (série télévisée) : Rebecca
- 2018 : Pine Gap : Belle James (6 épisodes)
- 2019–2020 : Reckoning : Paige Serrato (10 épisodes)
- 2022 : My life is murder (série télévisée) : Faith (1 épisode)
- 2022 : Our Flag Means Death : Mère Teach (2 épisodes)
- 2022 : Obi-Wan Kenobi : Breha Organa
- 2023 : Wellmania : Helen King (3 épisodes)
- 2023 - présent : Yellowjackets : Lottie adulte (9 épisodes)
- 2023 : The Night Agent (série télévisée) : Emma Campbell, la tante de Rose
- 2024 : Critical Incident (série télévisée) : Detective Edith Barcelos (6 épisodes)
- TBA : The last frontier (série télévisée)